# Liholmane
Liholmane est une île dans le landskap Sunnhordland du comté de Vestland. Elle appartient administrativement à Øygarden.

## Géographie
Rocheuse et pratiquement désertique, elle s'étend sur environ 126 m de longueur pour une largeur approximative de 82 m.